# 洛什站
洛什站，是法国的一个铁路车站，位于法国城市洛什。

## 位置
洛什站位于洛什市区的部，图尔－沙托鲁铁路282.708公里处，距离图尔站大约47公里。车站大致呈南北走向，开口朝西。
图尔－沙托鲁铁路洛什站以下的部分已基本废弃，因此洛什站已成为事实上的尽头站。

## 设施
洛什站设有人工售票窗口，其开放时间如下：
- 周一至周五：6:00~12:30和14:00~19:40
- 周六：7:15~12:30和13:00~19:00
- 周日：14:30~19:45
- 节假日：关闭

此外，洛什站站内还设有自动售票机等设施，可出售有效期为7天的TER列车车票。

## 站台设置
| 东↑ |             |  |           |
|     | 侧式        |  |           |
| 2道 |             |  |           |
| 1道 |             |  | ←图尔方向 |
|     | 侧式 主站房 |  |           |
| 西↓ |             |  |           |

## 停靠线路
以下列车线路在洛什站停靠：
| 洛什站列车线路表 |      |        |          |              |
| 线路             | 车种 | 上一站 | 下一站   | 大致运行频率 |
| 图尔—洛什        | TER  | 尚堡   | （终点） | 每天2趟      |
| 1.               |      |        |          |              |

## 配套交通

### 长途客车
| 停靠洛什站的大巴车 |                                  | |
| 上下车地点         | 运营单位                         | 主要线路及目的地 |
| 洛什站门口         | 安德尔-卢瓦尔省城际客运 Fil Vert | - TC线：笛卡尔、屈赛、利格伊、热尼耶                                                                                 |
| 洛什站门口         | SNCF Car TER                     | - 2.3线：雷尼亚克、图尔 - 2.4线：图尔、沙托鲁 - 当某条铁路线施工或罢工时，SNCF可能也会提供途径该线路沿途站点的大巴车 |
| 1. 2. 3.           |                                  | |

### 市内交通
洛什站附近暂无城市公共交通线路。

### 社会车辆
洛什站门口设有社会车辆停车场。

## 临近车站
| 洛什站（Gare de Loches）       |                  |          |
| 上行车站                       | 线路             | 下行车站 |
| 尚堡站                         | 图尔－沙托鲁铁路 | （关闭） |
| - 本表仅显示运营中的线路及车站 |                  |          |